# Atilio Jorge Castelpoggi
Atilio Jorge Castelpoggi (Buenos Aires, 18 de abril de 1919 - Buenos Aires, 28 de abril de 2001) fue un poeta, ensayista y autor de tango argentino.

## Biografía
Nacido en el Barrio de Boedo de Buenos Aires en el año 1919. Hijo de Lidia Núñez y Atilio Ernesto Aquiles Castelpoggi.
Estudió en Escuela Superior de Comercio Hipólito Vieytes para luego ingresar a la Facultad de Ciencias Económicas de la Universidad de Buenos Aires, egresando en 1945, como Contador Público Nacional.
Fue funcionario público en la Unión Obreros y Empleados Municipales y la Secretaría de Trabajo y Previsión de la Nación. Secretario de Redacción entre 1953 y 1955 de la revista Ventana a Buenos Aires. Ejerció el periodismo en el Ministerio de Salud Pública entre los años 1958 hasta 1969.[cita requerida]

## Su obra

#### Libros
- Tierra Sustantiva (1951)
- Buenos Aires mi amante (1983)
- El exilio de mis personajes (1989)
- Oratorio menor de un aborigen (1990)
- Antología poética (1998)
- El maestro de las sombras: (hablo de un personaje que aún no soy) (2000)
- Miguel Ángel Asturias (1961)
- Citas de amor (1998)
- Pecado de desmesura (1991)
- La tierra de los espejos: cuentos (1999)
- Una calle fuera del tiempo (1997)

## Reconocimientos
- Premio municipal Iniciación en 1951 con "Tierra Sustantiva".[4]
- Premio "Leopoldo Lugones" (1963)[cita requerida]
- Premio Fondo Nacional de las Artes (1967)
- Primer Premio Municipal de Poesía (bienio 1988/89),
- Segundo Premio Nacional de Poesía (cuatrienio 1988/1991)
- Gran Premio de Honor de la SADE (1996) por el conjunto de su obra.
- Distinción de Ciudadano Ilustre de la ciudad de Buenos Aires.(1996)[5]
- Miembro Honorario de la Junta y Caballero de la Orden del Lengue[cita requerida]